# Missatge a S.M. Jordi I Rei dels Hel·lens
El Missatge a S.M. Jordi I Rei dels Hel·lens és una carta oberta publicada el 10 de març del 1897 que redactà Enric Prat de la Riba i consignaren nombroses entitats civils. La carta anava dirigida a Jordi I de Grècia, al qual transmetia l'enhorabona del poble català per l'annexió a Grècia de l'illa de Creta.
Antoni Suñol i Pla, president de la Unió Catalanista, lliurà el manifest al cònsol grec a Barcelona, el qual fou llegit en grec per Antoni Rubió i Lluch. Finalment, es cantà Els Segadors, que des de llavors fou considerat l'himne nacional de Catalunya. En sortir de l'acte, la policia perseguí, per primera vegada, les banderes nacionals quadribarrades.
La publicació del manifest desfermà diverses disposicions del govern espanyol contra les entitats signants.